# Old Navy
Old Navy est une marque de vêtements et une chaîne de magasins appartenant à la firme Gap. Son siège social se trouve à San Francisco et elle fut fondée en 1994. Cette entreprise comporte également les marques Piperlime et Banana Republic.
En 1993, la marque est une prolongation de Gap. Elle s’appelle à l’époque Gap Warehouse et ne prend le nom de Old Navy qu’en 1994. Old Navy est désignée comme la marque à bas prix du groupe Gap. 
En 2016, Gap annonce la fermeture de 53 magasins Old Navy au Japon, à cause des bilans décevants de la marque. 
En février 2019, Gap annonce la scission de la marque Old Navy, marque qui possède à elle-seule un chiffre d'affaires de 8 milliards de dollars, alors que le reste du groupe a un chiffre d'affaires de 9 milliards de dollars. 
En 2019, Gap Inc. annonce le départ d'Old Navy de Chine en 2020.